# قتل رومینا اشرفی
رومینا اشرفی (۱۵ مرداد ۱۳۸۵ – ۳۱ اردیبهشت ۱۳۹۹) دختر نوجوان ۱۴ ساله ایرانی اهل تالش بود که پدرش او را به قتل رساند. او پیش از مرگ به علّت مخالفت خانواده با ازدواجش، به همراه دوست پسرش از خانه گریخته بود، اما پلیس او را دستگیر کرد و به پدرش تحویل داد. قتل او واکنش‌های زیادی را در شبکه‌های اجتماعی به همراه داشت. خبر قتل او، یکم خرداد در تعدادی از کانال‌های پیام‌رسانی محلی تالش منتشر شد. مراسم درگذشت رومینا روز دوشنبه ۵ خرداد در منزل پدربزرگش در روستای سفیدسنگان برگزار شد. قاتلِ وی نهایتاً به ۹ سال حبس محکوم شد.
طبق گفته برخی منابع، پدر او پس از مشورت با دامادش که وکیل دادگستری است و با اطلاع از اینکه در قانون مجازات اسلامی ولی دم قصاص نمی‌شود، وی را با داس به قتل رساند.
به گفته وکیل مادر رومینا، رئیس دادگاه از رضا اشرفی پرسید «اگر تو معتقد بودی ناموست لکه‌دار شده، چرا بهمن خاوری را نکشتی؟... آیا این رفتار یک پدر با فرزندش است؟» و رضا اشرفی پاسخ داد: «اگر بهمن را می‌کشتم قصاص می‌شدم.»

## شرح ماجرا

سنگ قبر رومینا اشرفی در روستای سفید سنگان

رومینا اَشرفی قبل از ۱۳ سالگی عاشق پسری ۲۸ ساله به نام بهمن خاوری شده بود. پدر رومینا (رضا اشرفی) ظاهراً به‌دلیل اختلاف فرهنگی (مذهبی) که بین دو خانواده وجود داشت، مخالف ازدواج آن‌ها بود. در ۲۸ اردیبهشت ۱۳۹۹، رومینا به همراه بهمن خاوری فرار کرد اما یک روز بعد، خانواده اش شکایتی تحت عنوان «آدم‌ربایی» در دادسرا ثبت کردند که منجر به تعقیب قانونی و بازداشت آنها شد. به گفتهٔ خالهٔ رومینا، برای آنکه رومینا را راضی به بازگشت کنند، به او پیغام می‌رسانند که پدرش با ازدواجش موافق است. بر این اساس، خانوادهٔ خاوری سفرهٔ عقدی آماده می‌کنند، ولی در زمان مقرر، رضا اشرفی با پلیس در آن‌جا حاضر می‌شود.
به گفتهٔ افراد محلی، رومینا به علّت ترس از جانش و آشنایی با خلقیات پدرش، تمایلی به بازگشت به خانه نداشته است امّا پلیس به‌ناچار و طبق قوانین، او را به پدرش تحویل داد. به گفتهٔ معاون دادگستری گیلان «پدر رومینا با ملاطفت و مهربانی که نشان داده بود اعتماد بازپرس را جلب کرده بود و با بررسی جمیع شرایط، علّتی برای تحویل ندادن دختر به خانواده‌اش در آن زمان وجود نداشته است». آن‌ها شب را در منزل یکی از بستگان در آستارا به صبح رساندند و فردای آن روز راهی روستای‌شان شدند. در ۱ خرداد ۱۳۹۹ پدر ابتدا سعی کرد رومینا را خفه کند اما موفق نشد و پس از آن سر او را با داس برید. به گفتهٔ یکی از مقامات دادگستری گیلان پدر رومینا بلافاصله پس از قتل دختر، از کردهٔ خود پشیمان شد و از خانه بیرون آمد و تقاضای کمک کرد که بی‌فایده بود. اقوام رومینا (که چند دقیقه بعد از قتل، به محل حادثه رسیده بودند) می‌گویند: رضا اشرفی داس خونی و بخشی از موهای رومینا را بالا گرفته و گفته «غیرت من را ببینید که بچهٔ خودم را کشته‌ام». با شیون‌های مادر و بقیهٔ همسایه‌ها پلیس از راه رسید و قاتل را بازداشت کرد.
سایت میدان در گزارشی با دوست‌پسر رومینا اشرفی و همین‌طور عموی مقتول مصاحبه کرده است، اما هر دو نفر، روایت متفاوتی از ماجرا تعریف کرده‌اند.

### ماجرا از زبان بهمن خاوری
«چند سالی بود که عاشق هم بودیم و بالاخره تصمیم گرفتم تا یک نفر را بفرستم و او را از پدرش خواستگاری کنم. اما از آنجایی که مذهب ما یکی نبود، مخالفت کردند. به همین خاطر هم دختر به من گفت که پدرم رضایت نمی‌دهد و باید فراری‌اش بدهم. همین شد که باهم فرار کردیم و پنج روزی ناپدید شدیم. بعد از این ماجرا بود که پدرش در پاسگاه حویق از من به جرم آدم‌ربایی شکایت کرد. حتی به من تهمت زد که دخترش را بیهوش کردم و گاو و طلاهایش را هم دزدیدم. وقتی پاسگاه دختر را خواست و او هم به آن‌ها گفت که به خواسته خودش با من آمده است؛ ولی پدرش بیخیال نشد. در آگاهی آستارا هم از من شکایت کرد و چند روز بعد آگاهی با من تماس گرفت؛ ولی چند نفر از بستگان آمدند و خواستند که ما با هم صیغه کنیم تا ماجرا تمام شود؛ ولی آن مرد با پلیس هماهنگ کرده بود تا من را دستگیر کنند. موقع بازجویی من گفتم که آن دختر را دوست دارم و اجباری در کار نبوده و دختر هم در بازجویی این حرف‌ها را تأیید کرد. یک شب در بازداشتگاه ماندم اما در نهایت تبرئه شدم.»— 
«رومینا می‌گفت باباش کتکش می‌زده و موهاشو می‌کشیده. حتی به من گفته بود که پدرش معتاده و شیشه میکشه.»— عصر ایران

### از زبان اسفندیار اشرفی
آن پسر در این مدت بارها با من تماس گرفته و ما را تهدید کرده است. به ما فحاشی می‌کند. اگر از رومینا عکسی نمی‌فرستاد، این مسائل پیش نمی‌آمد. اصلاً کدام مردی وقتی بخواهد با یک دختر ازدواج کند، عکسش را در اینستاگرام می‌گذارد؟ کدام مردی عکس ناموسش را در دنیا پخش می‌کند؟— 

### از زبان خواهر بهمن خاوری
«رومینا یه دختر پاک و معصوم بود. فکر نکردم با داداشم فرار کرده، برام مثل این بود که یه دختر بی‌کس رو پناه دادم. منم مثل دسته گل نگهش داشتم. حتی پسرم رو چند روز فرستادمش جای دیگه، گفتم این دختر امانته اینجا. به داداشمم گفتم هر وقت رسمی زنت شد بیا، غیرتم قبول نمی‌کرد باهم باشن»— عصر ایران
خواهر بهمن در مصاحبه با روزنامه سازندگی، حرف‌هایی بیان می‌کند که به ادعای این روزنامه قابل انتشار نیست.

### از زبان وکیل‌مدافع مادر رومینا
وکیل مادر رومینا در مصاحبه با روزنامه شرق گفت رئیس دادگاه از رضا اشرفی پرسید «اگر تو معتقد بودی ناموست لکه‌دار شده، چرا بهمن خاوری را نکشتی؟... آیا این رفتار یک پدر با فرزندش است؟» و رضا اشرفی پاسخ داد «اگر بهمن را می‌کشتم قصاص می‌شدم.». در ادامه وکیل مادر رومینا گفت با این اظهارات مشخص شد که قاتل از عملش آگاه بوده و خطرناک بودن او ثابت شده است. همچنین او تأیید کرد که از طرف برادران رضا اشرفی تهدید شده که از مادر رومینا رضایت بگیرد. هنگامی که رضا اشرفی دخترش را تحویل گرفت به او گفت: «قرص بخور و خودت را بکش. رومینا که از پدرش می‌ترسیده فقط به او گفته چشم!». به گفته این وکیل «پدر رومینا از سوی افرادی از نزدیکانش تحریک شده است. آنها به پدر رومینا گفته‌اند اگر تو این دختر را نکشی، ما این کار را می‌کنیم.» و تأیید کرد که قاتل با تحقیق اقدام به قتل کرده و در چنین مواردی نباید به «مجازات فقهی» بسنده شود و در این پرونده با توجه به «خطرناک بودن مجرم» و «بسیار خشن» بودن قتل باید «مجازات تکمیلی» صادر می‌شد.

## از دیدگاه حقوقی و قضایی

### ماده ۳۰۱ قانون مجازات اسلامی
مطابق با ماده ۳۰۱ قانون مجازات اسلامی، پدر در جایگاه ولی قهری در قتل فرزند قصاص نمی‌شود بلکه قصاص تبدیل به دیه و تعزیر می‌شود. در روزهای پس از مرگ رومینا، گزارش‌های مختلفی دربارهٔ جنون آنی پدرش و پشیمانی او از انجام قتل منتشر شد. این در حالیست که بر اساس گزارش نشریهٔ شهروند که در ۱۰ خرداد ۱۳۹۹ منتشر شد، پدر رومینا یک ماه پیش از ارتکاب قتل، در مورد میزان مجازات احتمالی چنین جرمی تحقیق کرده‌بود. او در تماس تلفنی با دامادش (که وکیل دادگستری است) دریافته بود که طبق قوانین ایران، پدر ولی دم است و قصاص نمی‌شود.

### لایحهٔ تأمینِ امنیتِ زنان در برابرِ خشونت
لایحهٔ تأمین امنیت زنان در ایران هفت سال در انتظار گرفتن تأیید از قوه قضاییه مانده است و هر بار به علل متفاوت از نوبت رسیدگی خارج می‌شود. این لایحه در صورتِ تصویب، جانِ زنان و دخترانِ آسیب دیده را تا حدودی محافظت خواهد کرد.
با تکیه بر لایحهٔ تأمینِ امنیتِ زنان و در شرایطی که خطر جانی برای زن یا دختر وجود داشته باشد:
پلیس موظّف خواهد شد با ایجادِ واحدهای ویژهٔ پیشگیری و مبارزه با خشونت در کلانتری‌ها، از استردادِ وی به خانواده جلوگیری کرده و در عوض، شرایطِ پناهِ وی را در سازمانِ بهزیستی فراهم کند.
همچنین سازمان بهزیستی کشور موظف خواهد شد در راستایِ تحققِ اهدافِ این قانون، با شناسایی، پذیرش و نگهداری و ارائهٔ خدماتِ تخصصی به زنانِ خشونت دیده یا در معرضِ خشونت -و در صورت لزوم فرزندانِ ایشان- شرایطِ مطلوب را فراهم نماید.

## واکنش‌ها
- محمدرضا زمانی علویجه حقوق‌دان:«از آنجایی که قاتل خود ولی دم بوده است، دیگر حکم قصاص اینجا معنایی ندارد. اما حبس و دیه وجود دارد که بازهم تصمیم چند و چون آن با قاضی پرونده است. دیه هم ابتدا به مادر، سپس به خواهر و برادر تعلق می‌گیرد.[۳۰]»— محمدرضا زمانی علویجه، روزنامه ایران
- کیانوش عیاری کارگردان فیلم «خانه پدری»، به طعنه: «این اتفاق‌ها در ایران رخ نمی‌دهد. من این شایعات را باور نمی‌کنم.[۳۱]»— کیانوش عیاری
- معصومه ابتکار، معاون امور زنان ریاست جمهوری:قوانین محکم در قبال جنایات بازدارنده هستند. کاش تلاش دلسوزان زودتر نتیجه می‌داد. با پیگیری و درخواست دولت و مجلس لایحه حمایت از کودکان و نوجوانان در آخرین مراحل است.[۳۲]— معصومه ابتکار، توییتر
- رضا پهلوی انتشار پیامی نوشت: «با پشتوانه قوانین واپس‌گرایانهٔ رژیم حاکم بر ایران انجام گرفته است. قوانینی که از خشونت خانگی و قتل ناموسی تا کودک‌آزاری و کودک‌همسری را مجاز می‌شمارد یا تسهیل می‌کند، متعلق به قرن بیست‌ویکم نیست. راه چاره، بازگشت به قوانین عرفی است.»— رضا پهلوی، توییتر
- پرویز پرستویی:«همه ما در مرگ او مقصریم، در مرگ همه کودکان بی گناهی که قربانی تعصبات کورکورانه، تعصبات قومی و قبیله ای، اجتماعی ما شدند. هنگاهی که درک نکردیم چگونه در کنار نسل‌های بعد از خود قرار بگیریم و درکشان کنیم، نصیحتشان کنیم و آنها را رفیق بدانیم نه فقط جزئی از یک خانواده.»
- حسن روحانی رئیس‌جمهور ایران:در جلسه هیئت دولت «ضمن ابراز تاسف از خشونت خانگی در تالش، دستور تسریع در رسیدگی به لوایح منع خشونت را صادر کرد».— حسن روحانی، خبرگزاری ایرنا[۳۳]
- دفتر رهبر جمهوری اسلامی ایران (بدون اشاره مستقیم):جامعه، هم از لحاظ قانونی و هم از لحاظ اخلاقی، باید با کسانی که تعدّی به زن را حقّ خودشان می‌دانند، برخورد سخت بکند؛ قانون هم باید در این زمینه مجازات‌های سختی را پیش‌بینی کند.— صفحه ریحانه، توییتر[۳۴][۳۵]
- سید مصطفی محقق داماد فقیه و حقوق‌دان:«به نظر می‌رسد که در مباحث مجازات‌ها، مادام که اجتهاد شیعی به شکل «منسدّ» و متوقف باشد و هرگز بازاندیشی فقهی صورت نگیرد این‌گونه جنایات را، آن‌هم به نام «غیرت دینی» به نحو مکرر مشاهده خواهیم کرد.[۳۶]»— سید مصطفی محقق داماد، روزنامه ایران
- ابراهیم رئیسی رئیس قوهٔ قضائیهٔ ایران:«در ماجرایی که در یکی از شهرهای گیلان رخ داد، حتماً این جنایتی که انجام شد برخورد عبرت‌آموزی با آن خواهد شد؛ بدون تردید»— ابراهیم رئیسی، خبرگزاری فارس[۳۷][۳۸]

## حکم دادگاه
روز ۷ شهریور ۱۳۹۹، مادر رومینا اشرفی، از محکوم شدن قاتل دخترش به ۹ سال حبس خبر داد.
رعنا دشتی، مادر رومینا گفت این رأی دادگاه «ترس و وحشت به جان من و خانواده‌ام انداخته است». او همچنین با ابراز نگرانی از امنیت خود و پسرش گفت دیگر نمی‌خواهد شوهرش به روستا (سفیدسنگان لمیر) بازگردد و اظهار کرد: «در همین مدت کوتاه بارها خانوادهٔ همسرم، من و فرزند خردسالم را تهدید کرده‌اند و با وجود آن‌که صلاحیت لازم را ندارند، قصد گرفتن کودک خردسالم را دارند». مادر رومینا اضافه کرد که «اگر همسرش قصاص نشود، باید زندانی یا تبعید شود، چرا که در غیر این صورت هیچ امنیتی برای او و اطرافیانش قابل تصور نیست». او همچنین محکومیت بهمن خاوری را ۲ سال حبس اعلام کرد. در نهایت مادر رومینا گفت «من به این رأی اعتراض دارم و خواهان تجدیدنظر در دیوان عالی کشور هستم». دادستان گیلان ساعاتی بعد این حکم را تأیید کرد.